# فرانك بوند
فرانك بوند (بالإنجليزية: Frank Bond)‏ هو سياسي أسترالي، ولد في 1856، وتوفي في 15 ديسمبر 1931. انتخب عضو مجلس نواب تسمانيا.